# Застав'я (Великомежиріцька сільська громада)
Заста́в'я — село у складі Великомежиріцької сільської громади Рівненського району Рівненської області. Розташоване на лівому березі річки Стави. Населення — 565 осіб.

## Історія
Перша згадка датована 1544 роком[джерело?].
У 1906 році село Межиріцької волості Рівненського повіту Волинської губернії. Відстань від повітового міста 45 верст, від волості 1. Дворів 60, мешканців 380.
У селі діє Свято-Миколаївська церква. Є братська могила радянських воїнів і партизанів, перепохованих у 1952 році.

## Населення

### Мова
Розподіл населення за рідною мовою за даними перепису 2001 року:
| Мова       | Кількість | Відсоток |
| ---------- | --------- | -------- |
| українська | 558       | 98.76%   |
| російська  | 7         | 1.24%    |
| Усього     | 565       | 100%     |

## Відомі особистості
В поселенні народилися:
- Козяр Микола Миколайович (нар. 1951) — український педагог.
- Кристопчук Микола Антонович (1934—2006) — український живописець.